# Noise
Pour les articles homonymes, voir Noise (homonymie).
Noise (prononciation irlandaise : ['n̠ʲiːʃu]), dans la mythologie celtique irlandaise, est un héros du Cycle d'Ulster, il apparaît notamment dans le récit de Longes mac nUislenn (L’Exil des fils d’Usnech). Il est le fils d’Usnech (parfois nommé Uisliu) et le neveu du roi d’Ulster, Conchobar Mac Nessa. Le sens de son nom est « homme de réputation ».

## Mythologie
À sa naissance, le druide Cathbad avait prophétisé que la beauté unique de Deirdre provoquerait des guerres entre les rois d’Irlande et la dévastation de l’île. Promise, contre son gré, à Conchobar comme concubine, elle préfère se faire enlever par Noise, guerrier et chanteur réputé, pour une errance tragique, avec les deux frères de ce dernier. En Écosse, Noise doit se défendre d’un roi qui tente de le tuer pour s’emparer de la jeune fille. De retour en Irlande, Conchobar leur envoie en ambassade Fergus Mac Roeg avec un message de paix et l’assurance qu’il ne leur sera fait aucun mal. Arrivés à Emain Macha, Conchobar fait assassiner Noise et ses frères et confine Deirdre au rang de concubine ; elle se tue en se précipitant la tête la première contre un rocher. Fergus et ses compagnons, furieux de la traitrise du roi, se réfugient dans le Connaught d’où chaque jour, ils attaquent l’Ulster. Le druide Cathbad prononce une malédiction contre la capitale Emain Macha, qui est détruite par un incendie.

## Enterrement
Les deux corps de Noise et Deirdre sont enterrés dans deux tombes séparées. Au bout de quelque temps on retrouvera l'une vide et l'autre avec deux corps : « L'amour plus fort que la mort ». Le roi Conchobar furieux les ré-enterre séparément et cloue leurs corps avec un pieu d'if. Les deux pieux se mettent alors à pousser et les branches des deux ifs finiront par entremêler leurs branches au-dessus de toit de l'église.